# Ак-Шор
Ак-Шор (кирг. Ак-Шор) — село в Араванском районе Ошской области Кыргызстана. Входит в состав Тео-Моюнского айылного аймака.

## География
Село расположено в западной части области, на расстоянии приблизительно 24 километров (по прямой) к юго-западу от села Араван, административного центра района. Абсолютная высота — 655 метров над уровнем моря.

## Население
Согласно оценочным данным Национального статистического комитета Кыргызской Республики, численность населения села на начало 2023 года составляла 3279 человек.
| год     | 2009 | 2014 | 2015 | 2020 | 2021 | 2023 |
| ------- | ---- | ---- | ---- | ---- | ---- | ---- |
| человек | 2439 | 2792 | 2896 | 2994 | 3129 | 3279 |